# Brigitte Bürkle
Brigitte Bürkle (* 11. Dezember 1963 in Mönchengladbach) ist eine deutsche Betriebswirtschaftlerin und Professorin an der Evangelischen Hochschule Nürnberg (EVHS).

## Leben und Wirken
Brigitte Bürkle studierte von 1984 bis 1990 Betriebswirtschaft an der Friedrich-Alexander-Universität Erlangen-Nürnberg (FAU). Im Anschluss war sie als Controllerin der Dachser Spedition Nürnberg tätig. Von 1992 bis 1997 arbeitete sie als wissenschaftliche Mitarbeiterin am Lehrstuhl für Betriebswirtschaftslehre der FAU. Dort promovierte sie 1997 zur Effizienzmessung im Gesundheitswesen. Von 1997 bis 2005 war sie als Unternehmensberaterin der KDsE gmbH Nürnberg tätig, einer kirchliche Dienstleistungs- und Beratungsgesellschaft für soziale Einrichtungen.
2005 wurde sie als Professorin an die Evangelische Hochschule Nürnberg (EVHS) berufen. Dort leitet sie derzeit den Studiengang Gesundheits- und Pflegemanagement und lehrt Personalmanagement, Quantitative Methoden und Unternehmensführung. Am 25. Januar 2022 wurde Brigitte Bürkle für eine vierjährige Amtszeit zur Vizepräsidentin der EVHS gewählt. Zudem ist sie Verwaltungsratsvorsitzende des Vereins für Internationale Jugendarbeit, Ortsverein Nürnberg e.V.

## Veröffentlichungen (Auswahl)
- Effizienzmessung im Gesundheitswesen: Möglichkeiten und Grenzen der Data Envelopment Analysis, dargestellt anhand von Anwendungen aus dem Krankenhausbereich. In: Arbeitsbericht / Forschungsgruppe Medizinökonomie am Lehrstuhl für Betriebswirtschaftslehre und Operations Research. 1997, ISBN 3-923031-62-9.
- Data envelopment analysis: state-of-the-art und Bedeutung für das Gesundheitswesen. In: Arbeitsbericht / Forschungsgruppe Medizinökonomie am Lehrstuhl für Betriebswirtschaftslehre und Operations Research. 1993, ISBN 3-923031-46-7.